# Rostroculodes longirostris
Rostroculodes longirostris är en kräftdjursart som först beskrevs av Goës 1866.  Rostroculodes longirostris ingår i släktet Rostroculodes och familjen Oedicerotidae. Inga underarter finns listade i Catalogue of Life.